# フォルナリーナ
フォルナリーナ（Fornarina）は、イタリアのファッションブランド。

## 沿革
1947年にイタリアでシューズブランドとしてスタート。
1998年にはアパレル部門に進出。
2000年以降は世界中のアーチストとコラボレーションした商品や、アートエキビション等のより文化的なアプローチも注目を集めている。
2009年にはハリウッドセレブのリンジー・ローハンをイメージキャラクターに迎える。
日本国内では、原宿にフラッグシップストアー、千葉にアウトレット店舗を構える。